# Dorothy H. Crawford
Dorothy H. Crawford (...) è una virologa e scrittrice britannica, professore emerito di microbiologia medica all’Università di Edimburgo.

## Opere
- Dorothy H. Crawford, Il nemico invisibile. Storia naturale dei virus, Raffaello Cortina Editore, 2002, ISBN 9788870787481.
- (EN) Dorothy H. Crawford, Viruses: A Very Short Introduction, Oxford University Press, 2018, ISBN 978-0198811718. URL consultato il 22 agosto 2021 (archiviato dall'url originale il 18 luglio 2021).